# Бококс, Брианна
Брианна Бококс (англ. Brianna Bocox; род. 13 августа 1994 года в Шайенне, штат Вайоминг) — американская роликобежка и конькобежка. 3-хкратная чемпионка чемпионата четырёх континентов.

## Биография
Брианна Бококс родилась в Шайенне. Начала кататься на роликовых коньках в возрасте 12 лет и участвовала на национальных чемпионатах и чемпионатах мира. Она перешла на конькобежный спорт после окончания средней школы. Она переехала в Юту и в 2015 году присоединилась к Национальной тренировочной программе по лонг-треку, которая помогла ей начать кататься на коньках на льду, через время присоединилась к национальной сборной.
В феврале 2017 года она участвовала на зимней Универсиаде в Алма-Ате, где заняла лучшее 28-е место в беге на 500 метров. В сезоне 2018/19 дебютировала на Кубке мира. В декабре 2018 года стала бронзовым призёром на дистанциях 1000 и 1500 м на национальном чемпионате США. В 2019 году на чемпионате мира в спринтерском многоборье заняла 22-е место в общем зачёте.
В начале 2020 года Брианна завоевала три золотых медали на чемпионате четырёх континентов в Милуоки на дистанциях 1000, 1500 метров и в командной гонке.
На чемпионате мира на отдельных дистанциях в Солт-Лейк-Сити в 2020 году она заняла 12-е место на дистанции 1000 м и 6-е в командной гонке.
В 2021 году на чемпионате США Бококс в командной гонке преследования завоевала золото, серебро на дистанциях 1000 м, 1500 м и бронзу на 500 м. В январе 2022 года на олимпийском отборе в Милуоки Бококс заняла 4-е места на дистанциях 1000 и 1500 м и 5-е на 500 метров, и не прошла квалификацию на игры в Пекине.

## Личная жизнь
Брианна Бококс выпускница средней школы Бернса, получила степень младшего специалиста в области уголовного правосудия в колледже сообщества Солт-Лейк-Сити после окончила Университет долины Юты на факультете судебной экспертизы. Она любит смотреть Netflix, особенно любой из фильмов о Человеке-пауке, её любимая книга — «Дивергент», а также увлекается шопингом. Проводит время со своей семьей и собаками, катается на велосипеде.